# 가나모리 도쿠지로
가나모리 도쿠지로(일본어: 金森 徳次郎 카나모리 토쿠지로[*], 1886년 3월 17일 ~ 1959년 6월 16일)는 일본의 정치인, 헌법학자이다. 오카다 내각에서 법제국 장관, 제1차 요시다 내각에서 헌법개정 담당 국무대신을 지냈으며 전후 일본국 헌법 개정의 중요한 인물이었다.
1886년 아이치현에서 태어났다. 1912년 도쿄제국대학 법학부를 졸업하고 대장성에서 근무했다. 1914년 법제국으로 옮겨 1934년 법제국 장관에 임명되었으나 미노베 다쓰키치의 천황기관설에 동조한 것으로 비판을 받아 1936년 사임했다.
1946년 귀족원 칙선의원이 되었으며, 요시다 시게루 내각의 헌법 담당 국무내신으로 헌법 개정의 정부 대변인이 되었다. 1948년 국립국회도서관의 초대 도서관장이 되었다. 1959년 사망했으며, 자녀로 경제관료인 가나모리 히사오(金森 久雄), 지진학자인 가나모리 히로오가 있다.